# UEFA Champions League 2019-2020 (qualificazioni)
La fase di qualificazione della UEFA Champions League 2019-2020 si è disputata tra il 25 giugno e il 13 agosto 2019. Hanno partecipato a questa prima fase della competizione 51 club: 10 di essi si sono qualificati al successivo turno di spareggi, composto da 12 squadre.

## Date
| Fase                    | Turno         | Sorteggio                            | Andata            | Ritorno           |
| ----------------------- | ------------- | ------------------------------------ | ----------------- | ----------------- |
| Turno preliminare       | Semifinali    | 11 giugno 2019 ore 12:00 CEST (Nyon) | 25 giugno 2019    | 25 giugno 2019    |
| Turno preliminare       | Finale        | 11 giugno 2019 ore 12:00 CEST (Nyon) | 28 giugno 2019    | 28 giugno 2019    |
| Turni di qualificazione | Primo turno   | 18 giugno 2019 ore 14:30 CEST (Nyon) | 9-10 luglio 2019  | 16-17 luglio 2019 |
| Turni di qualificazione | Secondo turno | 19 giugno 2019 ore 12:00 CEST (Nyon) | 23-24 luglio 2019 | 30-31 luglio 2019 |
| Turni di qualificazione | Terzo turno   | 22 luglio 2019 ore 12:00 CEST (Nyon) | 6-7 agosto 2019   | 13 agosto 2019    |

## Partecipanti
| Legenda | Legenda | Legenda | Legenda |
| --- | ------- | ------- | ------- |
| I club vincitori del terzo turno avanzano al turno di spareggi |         |         |         |
| I club sconfitti nel terzo turno accedono agli Spareggi (se partecipanti tra i Campioni) o alla Fase a gironi (se partecipanti tra le Piazzate) dell'Europa League |         |         |         |
| I club sconfitti nel secondo turno vengono trasferiti nel terzo turno di qualificazione di UEFA Europa League                                                      |         |         |         |
| I club sconfitti nel turno preliminare e nel primo turno vengono trasferiti nel secondo turno di qualificazione di UEFA Europa League                              |         |         |         |

| Squadre             | Coeff    |
| Campioni            | Campioni |
| ------------------- | -------- |
| Ajax                | 70.500   |
| PAOK                | 23.500   |
| Piazzate            |          |
| Porto               | 93.000   |
| Dinamo Kiev         | 65.000   |
| Club Bruges         | 39.500   |
| Krasnodar           | 34.500   |
| İstanbul Başakşehir | 10.500   |
| LASK                | 6.250    |

| Squadre          | Coeff    |
| Campioni         | Campioni |
| ---------------- | -------- |
| Copenaghen       | 31.000   |
| Dinamo Zagabria  | 29.500   |
| APOEL            | 25.500   |
| Maccabi Tel Aviv | 16.000   |
| Piazzate         |          |
| Basilea          | 54.500   |
| PSV              | 37.000   |
| Olympiacos       | 44.000   |
| Viktoria Plzeň   | 33.000   |

| Squadre           | Coeff  |
| ----------------- | ------ |
| Celtic            | 31.000 |
| BATĖ Borisov      | 27.500 |
| Astana            | 27.500 |
| Ludogorec         | 27.000 |
| Qarabağ           | 22.000 |
| Maribor           | 18.500 |
| Stella Rossa      | 16.750 |
| Sheriff Tiraspol  | 12.250 |
| Rosenborg         | 11.500 |
| HJK               | 9.000  |
| Dundalk           | 7.000  |
| F91 Dudelange     | 6.250  |
| Škendija          | 6.000  |
| The New Saints    | 6.000  |
| Slovan Bratislava | 6.000  |
| AIK               | 5.500  |
| Sūduva            | 4.250  |
| Valletta          | 4.250  |
| Sarajevo          | 4.250  |
| Piast Gliwice     | 3.850  |
| CFR Cluj          | 3.500  |
| Ferencváros       | 3.500  |
| Kalju Nõmme       | 3.500  |
| Partizani Tirana  | 3.000  |
| Sutjeska          | 3.000  |
| Valur             | 2.750  |
| Linfield          | 2.250  |
| HB Tórshavn       | 1.500  |
| Riga FC           | 1.125  |
| Ararat-Armenia    | 1.050  |
| Saburtalo Tbilisi | 0.950  |

| Squadre          | Coeff |
| ---------------- | ----- |
| Lincoln Red Imps | 4.250 |
| Tre Penne        | 0.750 |
| FC Santa Coloma  | 4.000 |
| Feronikeli       | 0.500 |

## Risultati

### Turno preliminare
Partecipano al turno preliminare 4 squadre, sorteggiate in due accoppiamenti di sola andata, con le due vincitrici che si affrontano per l'accesso al primo turno in gara secca. Tutti gli incontri del "mini-torneo" si disputano allo Stadiumi Fadil Vokrri di Pristina.
| Teste di serie   | Coeff | Non teste di serie | Coeff |
| ---------------- | ----- | ------------------ | ----- |
| Lincoln Red Imps | 4.250 | Tre Penne          | 0.750 |
| FC Santa Coloma  | 4.000 | Feronikeli         | 0.500 |

#### Semifinali
| Arbitro: | Ian McNabb |

|  |           |                    |
|  | Marcatori | 76’ López Iglesias |

| Arbitro: | Fedayi San |

|         |           |  |
| Hoti 3’ | Marcatori |  |

#### Finale
| Arbitro: | Emmanouil Skoulas |

|                    |           |               |
| Zeka 58’ Rexha 87’ | Marcatori | 52’ Chus Sosa |

#### Tabella riassuntiva
| Squadra 1  | Risultato  | Squadra 2        |
| Semifinali | Semifinali | Semifinali       |
| ---------- | ---------- | ---------------- |
| Feronikeli | 1 - 0      | Lincoln Red Imps |
| Tre Penne  | 0 - 1      | FC Santa Coloma  |
| Finale     |            |                  |
| Feronikeli | 2 - 1      | FC Santa Coloma  |

### Primo turno
Alle 31 squadre che accedono a questa fase si aggiunge la vincente della finale del turno preliminare. Ai fini del sorteggio, le 32 squadre sono state divise in tre gironi (due da 10 squadre e uno da 12), con un'ulteriore suddivisione fra teste di serie e non teste di serie.
| Gruppo 1       | Gruppo 1 | Gruppo 1           | Gruppo 1 | Gruppo 2          | Gruppo 2 | Gruppo 2           | Gruppo 2 | Gruppo 3       | Gruppo 3 | Gruppo 3           | Gruppo 3 |
| Teste di serie | Coeff    | Non teste di serie | Coeff    | Teste di serie    | Coeff    | Non teste di serie | Coeff    | Teste di serie | Coeff    | Non teste di serie | Coeff    |
| -------------- | -------- | ------------------ | -------- | ----------------- | -------- | ------------------ | -------- | -------------- | -------- | ------------------ | -------- |
| Astana         | 27.500   | Sūduva             | 4.250    | Celtic            | 31.000   | Valletta           | 4.250    | BATĖ Borisov   | 27.500   | Feronikeli         | 4.250    |
| Ludogorec      | 27.000   | CFR Cluj           | 3.500    | Qarabağ           | 22.000   | Sarajevo           | 4.250    | Maribor        | 18.500   | Piast Gliwice      | 3.850    |
| Stella Rossa   | 16.750   | Ferencváros        | 3.500    | Sheriff Tiraspol  | 12.250   | Sutjeska           | 3.000    | Rosenborg      | 11.500   | Valur              | 2.750    |
| Škendija       | 6.000    | Kalju Nõmme        | 3.500    | F91 Dudelange     | 6.250    | Partizani Tirana   | 3.000    | HJK            | 9.000    | Linfield           | 2.250    |
| AIK            | 5.500    | Ararat-Armenia     | 1.050    | Slovan Bratislava | 6.000    | Saburtalo Tbilisi  | 0.950    | Dundalk        | 7.000    | HB Tórshavn        | 1.500    |
|                |          |                    |          |                   |          |                    |          | The New Saints | 6.000    | Riga FC            | 1.125    |

#### Risultati

##### Andata
| Arbitro: | Lawrence Visser |

|               |           |  |
| Postnikov 68’ | Marcatori |  |

| Arbitro: | Duje Strukan |

|                          |           |           |
| Avetisyan 3’ (rig.), 45’ | Marcatori | 39’ Obasi |

| Arbitro: | Giorgi Kruashvili |

|                                           |           |  |
| Lappalainen 21’, 66’ D. O'Shaughnessy 42’ | Marcatori |  |

| Arbitro: | Donald Robertson |

|  |           |                    |
|  | Marcatori | 81’ (rig.) Ibraimi |

| Arbitro: | Glenn Nyberg |

|            |           |                                       |
| Oremuš 29’ | Marcatori | 35’ Johnston 51’ Édouard 85’ Sinclair |

| Arbitro: | Trustin Farrugia Cann |

|                               |           |                              |
| Draper 49’ (rig.) Edwards 77’ | Marcatori | 89’ Zeka 90+3’ (rig.) Fazliu |

| Arbitro: | Arnold Hunter |

|                          |           |                     |
| Bettaieb 26’ Stolz 45+2’ | Marcatori | 64’ Packer 70’ Borg |

| Marijampolė 9 luglio 2019, ore 20:00 CEST | Sūduva           | 0 – 0 referto | Stella Rossa | Sūduva Stadium (3 200 spett.)\| Arbitro: \| Jørgen Burchardt \| |
| Arbitro:                                  | Jørgen Burchardt |               |              |                                                                 |

| Tirana 10 luglio 2019, ore 17:30 CEST | Partizani Tirana   | 0 – 0 referto | Qarabağ | Selman Stërmasi (2 120 spett.)\| Arbitro: \| Thorvaldur Árnason \| |
| Arbitro:                              | Thorvaldur Árnason |               |         |                                                                    |

| Arbitro: | Mete Kalkavan |

|            |           |               |
| Dragun 64’ | Marcatori | 36’ Parzyszek |

| Arbitro: | Iwan Arwel Griffith |

|  |           |                                         |
|  | Marcatori | 30’ Rolović 67’ Kokhreidze 71’ Kakubava |

| Arbitro: | Eitan Shmuelevitz |

|                     |           |               |
| Nguen 6’ Zubkov 65’ | Marcatori | 31’ Świerczok |

| Arbitro: | Vitali Meshkov |

|            |           |                 |
| Šporar 82’ | Marcatori | 90+5’ Kojašević |

| Dundalk 10 luglio 2019, ore 20:45 CEST | Dundalk        | 0 – 0 referto | Riga FC | Oriel Park (3 100 spett.)\| Arbitro: \| Peter Kralović \| |
| Arbitro:                               | Peter Kralović |               |         |                                                           |

| Arbitro: | Ivaylo Stoyanov |

|  |           |                          |
|  | Marcatori | 22’ Jensen 69’ Søderlund |

| Arbitro: | Krzysztof Jakubik |

|  |           |                                             |
|  | Marcatori | 43’ Peričić 60’ Hotić 86’ (rig.) Kronaveter |

##### Ritorno
| Arbitro: | Alain Bieri |

|                    |           |                     |
| Ibraimi 62’ (rig.) | Marcatori | 6’ Uggè 90+1’ Liliu |

| Arbitro: | Pavel Orel |

|             |           |                                              |
| Rolović 59’ | Marcatori | 3’ Latifi 8’ (aut.) Margvelashvili 11’ Tambe |

| Arbitro: | Georgios Kominis |

|                         |           |                |
| Pingel 17’ Andersen 56’ | Marcatori | 60’, 77’ Riski |

| Arbitro: | Juri Frischer |

|                |           |           |
| Fontanella 35’ | Marcatori | 59’ Pokar |

| Arbitro: | Espen Eskås |

|  |           |          |
|  | Marcatori | 67’ Ebbe |

| Arbitro: | Ádám Farkas |

|                     |           |                |
| Boakye 4’ Marin 29’ | Marcatori | 90+6’ Topčagić |

| Arbitro: | Dimitar Meckarovski |

|                                                     |                      |                                                |
| Debelko Šarić Gabovs Brisola Panić Rakeļs Pētersons | Tiri di rigore 4 – 5 | Hoban Murray Jarvis Massey Kelly McGrath Hoare |

| Arbitro: | Enea Jorgji |

|                                             |           |  |
| Konradsen 20’, 51’ Akintola 69’ Helland 85’ | Marcatori |  |

| Arbitro: | Dumitri Muntean |

|                                |           |  |
| Ozobić 51’ Dani Quintana 90+4’ | Marcatori |  |

| Arbitro: | Robert Hennessy |

|                                       |           |              |
| Goitom 47’, 52’ S. Larsson 62’ (rig.) | Marcatori | 77’ Kobjalko |

| Arbitro: | Donatas Rumšas |

|                                |           |                                    |
| Terziev 24’ Heister 69’ (aut.) | Marcatori | 17’ Kharatin 21’ Škvarka 48’ Nguen |

| Arbitro: | Antti Munukka |

|                |           |                              |
| Czerwiński 21’ | Marcatori | 82’ (rig.) Moukam 87’ Volkov |

| Arbitro: | Alexander Harkam |

|                      |           |               |
| Omrani 10’, 26’, 73’ | Marcatori | 4’ Murtazayev |

| Arbitro: | João Pinheiro |

|                            |           |  |
| Kronaveter 11’ Tavares 32’ | Marcatori |  |

| Arbitro: | Horatiu Fesnic |

|                                                   |                      |                                           |
| Šofranac 90+3’                                    | Marcatori            | 49’ (aut.) Nedić                          |
| Nikolić Kojašević Vlaisavljević Bubanja Bulatović | Tiri di rigore 3 – 2 | Dražić Bozhikov Rafael Ratão Abena Šporar |

| Arbitro: | Alain Durieux |

|                              |           |           |
| Christie 26’ C. McGregor 75’ | Marcatori | 62’ Tatar |

#### Tabella riassuntiva
| Squadra 1         | Totale          | Squadra 2         | Andata | Ritorno     |
| ----------------- | --------------- | ----------------- | ------ | ----------- |
| Kalju Nõmme       | 2 - 2 (gfc)     | Škendija          | 0 - 1  | 1 - 2       |
| Sūduva            | 1 - 2           | Stella Rossa      | 0 - 0  | 1 - 2       |
| Ararat-Armenia    | 3 - 4           | AIK               | 2 - 1  | 1 - 3       |
| Astana            | 2 - 3           | CFR Cluj          | 1 - 0  | 1 - 3       |
| Ferencváros       | 5 - 3           | Ludogorec         | 2 - 1  | 3 - 2       |
| Partizani Tirana  | 0 - 2           | Qarabağ           | 0 - 0  | 0 - 2       |
| Slovan Bratislava | 2 - 2 (2-3 dtr) | Sutjeska          | 1 - 1  | 1 - 1 (dts) |
| Sarajevo          | 2 - 5           | Celtic            | 1 - 3  | 1 - 2       |
| Sheriff Tiraspol  | 3 - 4           | Saburtalo Tbilisi | 0 - 3  | 3 - 1       |
| F91 Dudelange     | 3 - 3 (gfc)     | Valletta          | 2 - 2  | 1 - 1       |
| Linfield          | 0 - 6           | Rosenborg         | 0 - 2  | 0 - 4       |
| Valur             | 0 - 5           | Maribor           | 0 - 3  | 0 - 2       |
| Dundalk           | 0 - 0 (5-4 dtr) | Riga FC           | 0 - 0  | 0 - 0 (dts) |
| The New Saints    | 3 - 2           | Feronikeli        | 2 - 2  | 1 - 0       |
| HJK               | 5 - 2           | HB Tórshavn       | 3 - 0  | 2 - 2       |
| BATĖ Borisov      | 3 - 2           | Piast Gliwice     | 1 - 1  | 2 - 1       |

Note
1. ↑  In seguito a un errore riguardante la procedura del sorteggio della squadra che avrebbe giocato in casa l'andata di tale accoppiamento, è stato deciso dall'UEFA di effettuare nuovamente tale sorteggio e come da risultato è avvenuta l'inversione di campo rispetto all'esito del sorteggio originale.[6]
2. ↑  Inversione di campo rispetto all'esito del sorteggio.

### Secondo turno di qualificazione
Ai fini del sorteggio le 20 squadre del percorso Campioni che hanno preso parte a questo turno sono state suddivise in due urne da dieci in base al coefficiente (le vincenti del primo turno di qualificazione hanno preso il coefficiente della squadra testa di serie) mentre le restanti 4 del percorso Piazzati sono state suddivise in due urne da due, con quella col ranking più alto che è testa di serie.
| Campioni       | Campioni       | Campioni           | Campioni | Campioni           | Campioni           | Campioni           | Campioni |
| Gruppo 1       | Gruppo 1       | Gruppo 1           | Gruppo 1 | Gruppo 2           | Gruppo 2           | Gruppo 2           | Gruppo 2 |
| Teste di serie | Coeff          | Non teste di serie | Coeff    | Teste di serie     | Coeff              | Non teste di serie | Coeff    |
| -------------- | -------------- | ------------------ | -------- | ------------------ | ------------------ | ------------------ | -------- |
| Copenaghen     | 31.000         | Maccabi Tel Aviv   | 16.000   | Celtic             | 31.000             | Saburtalo Tbilisi  | 12.250   |
| BATĖ Borisov   | 27.500         | Rosenborg          | 11.500   | Dinamo Zagabria    | 29.500             | HJK                | 9.000    |
| CFR Cluj       | 27.500         | Dundalk            | 7.000    | APOEL              | 25.500             | Kalju Nõmme        | 6.000    |
| Ferencváros    | 27.000         | Valletta           | 6.250    | Maribor            | 18.500             | Sutjeska           | 6.000    |
| Qarabağ        | 22.000         | The New Saints     | 6.000    | Stella Rossa       | 16.750             | AIK                | 5.500    |
| Piazzate       |                |                    |          |                    |                    |                    |          |
| Teste di serie | Teste di serie | Coeff              | Coeff    | Non teste di serie | Non teste di serie | Coeff              | Coeff    |
| Basilea        | Basilea        | 54.500             | 54.500   | PSV                | PSV                | 37.000             | 37.000   |
| Olympiacos     | Olympiacos     | 44.000             | 44.000   | Viktoria Plzeň     | Viktoria Plzeň     | 33.000             | 33.000   |

#### Risultati

##### Andata

###### Campioni
| Arbitro: | Petr Ardeleanu |

|  |           |                               |
|  | Marcatori | 67’ Oršić 78’ (rig.) Petković |

| Arbitro: | Alexander Harkam |

|  |           |                              |
|  | Marcatori | 18’ Sōtīriou 61’ (rig.) Skov |

| Arbitro: | István Vad |

|  |           |                        |
|  | Marcatori | 42’ (rig.) De Vincenti |

| Arbitro: | Sandro Schärer |

|                                 |           |               |
| Stasevich 5’ (rig.) Skavysh 51’ | Marcatori | 25’ Konradsen |

| Arbitro: | Radu Petrescu |

|                                              |           |             |
| Bonello 19’ (aut.) Lanzafame 36’ (rig.), 59’ | Marcatori | 85’ Messias |

| Arbitro: | José María Sanchez |

|            |           |  |
| Omrani 22’ | Marcatori |  |

| Arbitro: | Sascha Stegemann |

|                           |           |            |
| Kronaveter 6’ Ivković 38’ | Marcatori | 28’ Goitom |

| Arbitro: | Paweł Gil |

|                       |           |  |
| Boakye 27’ Pavkov 90’ | Marcatori |  |

| Arbitro: | Jakob Kehlet |

|                                                                   |           |  |
| Ajer 36’ Christie 44’ (rig.), 65’ Griffiths 45+3’ C. McGregor 77’ | Marcatori |  |

| Arbitro: | Bartosz Frankowski |

|           |           |           |
| Hoban 78’ | Marcatori | 4’ Emreli |

###### Piazzate
| Plzeň 23 luglio 2019, ore 19:00 CEST | Viktoria Plzeň | 0 – 0 referto | Olympiacos | Štruncovy Sady Stadion Plzeň (10 632 spett.)\| Arbitro: \| Marco Guida \| |
| Arbitro:                             | Marco Guida    |               |            |                                                                           |

| Arbitro: | Andris Treimanis |

|                                   |           |                                        |
| Bruma 14’ Lammers 89’ Malen 90+2’ | Marcatori | 45+1’ Al. Ajeti 79’ Alderete Fernández |

##### Ritorno

###### Campioni
| Arbitro: | Roi Reinshreiber |

|                        |           |  |
| Pavlović 13’, 25’, 66’ | Marcatori |  |

| Arbitro: | Benoît Millot |

|  |           |                                 |
|  | Marcatori | 10’ (aut.) Kulinitš 90+3’ Shved |

| Arbitro: | Marco Fritz |

|                        |           |                             |
| Blackman 15’ Cohen 48’ | Marcatori | 19’ (rig.) Culio 42’ Rondón |

| Arbitro: | Daniele Doveri |

|                                        |           |  |
| Oršić 77’ Petković 88’ Dani Olmo 90+4’ | Marcatori |  |

| Arbitro: | Jonathan Lardot |

|                       |           |           |
| Fontanella 27’ (rig.) | Marcatori | 60’ Nguen |

| Arbitro: | Alain Bieri |

|                           |           |              |
| Dahlström 46’ Riski 90+2’ | Marcatori | 56’ Jovančić |

| Arbitro: | Adrien Jaccottet |

|                                               |           |                       |
| Karlsson 4’ S. Larsson 61’ T. Elyounoussi 93’ | Marcatori | 48’ Kotnik 117’ Cretu |

| Arbitro: | Svein Oddvar Moen |

|                            |           |  |
| Romero 12’, 87’ Ailton 76’ | Marcatori |  |

| Arbitro: | Marco Di Bello |

|                                  |           |  |
| Helland 73’ (rig.) Søderlund 85’ | Marcatori |  |

| Arbitro: | Karim Abed |

|          |           |  |
| Zeca 52’ | Marcatori |  |

###### Piazzate
| Arbitro: | Fabio Verissimo |

|                               |           |           |
| Cümart 8’ van Wolfswinkel 68’ | Marcatori | 23’ Bruma |

| Arbitro: | Juan Martínez |

|                                                  |           |  |
| Guilherme 51’, 73’ Guerrero 70’ Rúben Semedo 82’ | Marcatori |  |

#### Tabella riassuntiva
| Squadra 1         | Totale      | Squadra 2        | Andata   | Ritorno     |
| Campioni          | Campioni    | Campioni         | Campioni | Campioni    |
| ----------------- | ----------- | ---------------- | -------- | ----------- |
| CFR Cluj          | 3 - 2       | Maccabi Tel Aviv | 1 - 0    | 2 - 2       |
| BATĖ Borisov      | 2 - 3       | Rosenborg        | 2 - 1    | 0 - 2       |
| The New Saints    | 0 - 3       | Copenaghen       | 0 - 2    | 0 - 1       |
| Ferencváros       | 4 - 2       | Valletta         | 3 - 1    | 1 - 1       |
| Dundalk           | 1 - 4       | Qarabağ          | 1 - 1    | 0 - 3       |
| Saburtalo Tbilisi | 0 - 5       | Dinamo Zagabria  | 0 - 2    | 0 - 3       |
| Celtic            | 7 - 0       | Kalju Nõmme      | 5 - 0    | 2 - 0       |
| Stella Rossa      | 3 - 2       | HJK              | 2 - 0    | 1 - 2       |
| Sutjeska          | 0 - 4       | APOEL            | 0 - 1    | 0 - 3       |
| Maribor           | 4 - 4 (gfc) | AIK              | 2 - 1    | 2 - 3 (dts) |
| Piazzate          |             |                  |          |             |
| Viktoria Plzeň    | 0 - 4       | Olympiacos       | 0 - 0    | 0 - 4       |
| PSV               | 4 - 4 (gfc) | Basilea          | 3 - 2    | 1 - 2       |

### Terzo turno
Ai fini del sorteggio, le squadre col coefficiente UEFA più alto sono state designate come teste di serie (le vincenti del secondo turno di qualificazione hanno preso il coefficiente della squadra testa di serie del rispettivo confronto).
| Teste di serie  | Coeff    | Non teste di serie  | Coeff    |
| Campioni        | Campioni | Campioni            | Campioni |
| --------------- | -------- | ------------------- | -------- |
| Ajax            | 70.500   | PAOK                | 23.500   |
| Celtic          | 31.000   | Qarabağ             | 22.000   |
| Copenaghen      | 31.000   | Maribor             | 18.500   |
| Dinamo Zagabria | 29.500   | Stella Rossa        | 16.750   |
| Rosenborg       | 27.500   | CFR Cluj            | 16.000   |
| APOEL           | 25.000   | Ferencváros         | 4.250    |
| Piazzate        |          |                     |          |
| Porto           | 93.000   | Club Bruges         | 39.500   |
| Dinamo Kiev     | 65.000   | Krasnodar           | 34.500   |
| Basilea         | 54.500   | İstanbul Başakşehir | 10.500   |
| Olympiacos      | 44.000   | LASK                | 6.250    |

#### Partite

##### Andata

###### Campioni
| Arbitro: | Slavko Vinčić |

|                         |           |                          |
| Akpom 32’ Léo Matos 39’ | Marcatori | 10’ Ziyech 57’ Huntelaar |

| Arbitro: | Davide Massa |

|              |           |                      |
| Merkīs 90+5’ | Marcatori | 54’ Emreli 69’ Gueye |

| Arbitro: | Paweł Raczkowski |

|              |           |           |
| Dani Olmo 7’ | Marcatori | 59’ Sigér |

| Arbitro: | Tiago Martins |

|            |           |                 |
| Pavkov 44’ | Marcatori | 84’ (rig.) Wind |

| Arbitro: | Srdjan Jovanović |

|            |           |             |
| Rondón 28’ | Marcatori | 37’ Forrest |

| Arbitro: | François Letexier |

|             |           |                               |
| Tavares 70’ | Marcatori | 50’, 64’ Søderlund 71’ Jensen |

##### Piazzate
| Arbitro: | Xavier Estrada Fernandez |

|                    |           |  |
| Vanaken 37’ (rig.) | Marcatori |  |

| Arbitro: | Tobias Stieler |

|  |           |                     |
|  | Marcatori | 89’ Sérgio Oliveira |

| Arbitro: | Orel Grinfeld |

|  |           |              |
|  | Marcatori | 53’ Masouras |

| Arbitro: | Andreas Ekberg |

|           |           |                        |
| Zuffi 87’ | Marcatori | 51’ Trauner 82’ Klauss |

##### Ritorno

###### Campioni
| Arbitro: | Daniel Siebert |

|  |           |                                   |
|  | Marcatori | 34’ (rig.) De Vincenti 68’ Matich |

| Arbitro: | Serdar Gözübüyük |

|                                  |           |                    |
| Søderlund 53’ Konradsen 61’, 81’ | Marcatori | 45+2’ Vancaš Požeg |

| Arbitro: | Gediminas Mažeika |

|                                                                                              |                      |                                                                                   |
| N'Doye 45’                                                                                   | Marcatori            | 17’ Boakye                                                                        |
| Wind Fischer Sōtīriou Bengtsson Zeca N'Doye Bartolec Nelsson Papagiannopoulos Grytebust Wind | Tiri di rigore 6 – 7 | Marin Ivanić Jevtović Jander Pankov Jovančić Simić Degenek Gobeljić Borjan Pankov |

| Arbitro: | Ruddy Buquet |

|  |           |                                                |
|  | Marcatori | 16’ Ademi 47’ Petković 55’ Dani Olmo 79’ Gojak |

| Arbitro: | Craig Pawson |

|                                             |           |                     |
| Tadić 43’ (rig.), 85’ (rig.) Tagliafico 79’ | Marcatori | 23’, 90+4’ Biseswar |

| Arbitro: | Andris Treimanis |

|                                      |           |                                                |
| Forrest 51’ Édouard 61’ Christie 76’ | Marcatori | 27’ Deac 74’ (rig.), 80’ Omrani 90+7’ Ţucudean |

###### Piazzate
| Arbitro: | Ivan Bebek |

|                                                 |           |                                  |
| Buyalskiy 6’ Shepeliev 50’ Mechele 90+3’ (aut.) | Marcatori | 38’ Deli 88’ Vormer 90+5’ Openda |

| Arbitro: | Aliyar Aghayev |

|                                      |           |           |
| Ranftl 59’ Goiginger 89’ Raguz 90+4’ | Marcatori | 80’ Ademi |

| Arbitro: | Bobby Madden |

|                                      |           |  |
| Rúben Semedo 55’ Valbuena 78’ (rig.) | Marcatori |  |

| Arbitro: | Marco Guida |

|                      |           |                                |
| Zé Luis 57’ Diaz 76’ | Marcatori | 3’ Vilhena 13’, 34’ Suleymanov |

#### Tabella riassuntiva
| Squadra 1           | Totale          | Squadra 2   | Andata   | Ritorno     |
| Campioni            | Campioni        | Campioni    | Campioni | Campioni    |
| ------------------- | --------------- | ----------- | -------- | ----------- |
| CFR Cluj            | 5 - 4           | Celtic      | 1 - 1    | 4 - 3       |
| APOEL               | 3 - 2           | Qarabağ     | 1 - 2    | 2 - 0       |
| PAOK                | 4 - 5           | Ajax        | 2 - 2    | 2 - 3       |
| Dinamo Zagabria     | 5 - 1           | Ferencváros | 1 - 1    | 4 - 0       |
| Stella Rossa        | 2 - 2 (7-6 dtr) | Copenaghen  | 1 - 1    | 1 - 1 (dts) |
| Maribor             | 2 - 6           | Rosenborg   | 1 - 3    | 1 - 3       |
| Piazzate            |                 |             |          |             |
| İstanbul Başakşehir | 0 - 3           | Olympiacos  | 0 - 1    | 0 - 2       |
| Krasnodar           | 3 - 3 (gfc)     | Porto       | 0 - 1    | 3 - 2       |
| Club Bruges         | 4 - 3           | Dinamo Kiev | 1 - 0    | 3 - 3       |
| Basilea             | 2 - 5           | LASK        | 1 - 2    | 1 - 3       |